# Embraer C-390 Millennium
Embraer C-390 Millennium jest dvomotorni vojni transportni zrakoplov srednje veličine s mlaznim pogonom koji je dizajnirao i proizveo brazilski proizvođač zrakoplova Embraer. To je najteži zrakoplov koji je tvrtka do sada konstruirala.
Rad na projektu je započeo u Embraeru sredinom 2000-ih; rani napori bili su usmjereni oko konceptualne izvedenice mlaznog aviona E190 slične veličine kao Lockheed C-130 Hercules. Tvrtka je željela koristiti čisti mlazni pogon umjesto turbopropa. Podršku pothvatu pružili su i brazilska vlada i brazilske zračne snage. U svibnju 2008. vlada je uložila 440 milijuna dolara u razvoj projekta. Dana 14. travnja 2009. Embraer je dobio ugovor vrijedan 1,5 milijardi dolara za dva prototipa. Tijekom Paris Air Showa 2011. godine Embraer je najavio planove za lansiranje produžene verzije zrakoplova kao civilnog teretnjaka. Odmah su uspostavljena partnerstva s raznim drugim zrakoplovnim tvrtkama u programu, uključujući ENAER, OGMA i Boeing. Zajedničko ulaganje s Boeingom najavljeno je u studenom 2019., ali se raspalo u roku od šest mjeseci. Glavni podizvođači u proizvodnji zrakoplova su Aero Vodochody, BAE Systems i Rockwell Collins.
Dana 3.veljače 2015. prvi od dva prototipa izveo je svoj prvi let. Dana 4. rujna 2019. brazilskim zračnim snagama isporučen je prvi serijski zrakoplov. Dana 18. studenog 2019., tijekom Dubai Airshowa, Embraer je objavio novo ime zrakoplova za globalno tržište, C-390 Millennium.   Osigurano je nekoliko izvoznih kupaca za C-390, uključujući portugalsko ratno zrakoplovstvo, mađarsko ratno zrakoplovstvo i nizozemsko ratno zrakoplovstvo. S nosivošću od 26 tona zrakoplov se može konfigurirati za obavljanje raznih konvencionalnih operacija kao što su prijevoz trupa, VIP prijevoz i prijevoz tereta, te specijaliziranijih logističkih operacija kao što je dopuna gorivom u zraku kada služi kao tanker. Može nositi teret do 26 tona, što su dva oklopna transportera M113 s punim gusjenicama, jedno oklopno vozilo Boxer, helikopter Sikorsky H-60, 74 nosila s opremom za održavanje života, do 80 vojnika ili 66 padobranaca s punom opremom; teret do 19 tona može se ispustiti iz zraka.

## Dizajn
Embraer C-390 Millennium je transportni zrakoplov srednje veličine. Njegov dizajn dopušta fleksibilne operacije; unutarnja i vanjska konfiguracija zrakoplova mogu se brzo mijenjati kako bi se prilagodile različitim ulogama misije. Također uključuje modernu tehnologiju i softver misije za pomoć posadama u izvođenju operacija. Kokpit ima head-up zaslone za sustav poboljšanog vida s četiri kamere i komercijalnu avioniku Rockwell Collins Pro Line Fusion. C-390 može napuniti gorivom u letu druge zrakoplove kroz dvije sonde postavljene na krilima i potporne kapsule tvrtke Cobham plc; oni mogu isporučiti gorivo do 1,500 litara u minuti od 35 tona ukupnog kapaciteta goriva, pri brzinama od 220 do 560 km/h i na visini od 610 do 9750 m.
Zrakoplov pokreće par turboventilatorskih motora IAE V2500 -E5 koji su postavljeni naprijed na visokom krilu ; ovo krilo ima anhedralni kut, pretkrilca[prijevod?] te zakrilca koja se mogu otkloniti do 40°. Stajni trap opremljen je niskotlačnim gumama, dvije od 5,9 bara na nosu i četiri od 7,2 bara na obje strane okretnih postolja, što olakšava upotrebu zrakoplova na mekom, neasfaltiranom tlu. C-390 ima brzinu krstarenja od 0,8 macha što prema Embraeru omogućuje transport tereta brži od bilo kojeg drugog zrakoplova na tržištu srednjeg zračnog uzgona.
Zrakoplov je opremljen potpuno fly-by-wire kontrolama leta u kombinaciji s aktivnim postraničnim ručicama, što smanjuje radno opterećenje posade u odnosu na konvencionalne analoge i dopušta faktore opterećenja do 3g. Ugrađen je i sustav automatskog gasa. Navigacijski sustavi, koje je velikim dijelom isporučila Thales Group, uključuju inercijski navigacijski sustav (INS), GPS i transponder sustava za izbjegavanje sudara (TCAS). Opremljen je taktičkim radarom SELEX Galileo Gabbiano. U svrhu samoobrane, također se obično instalira komplet usmjerenih infracrvenih protumjera koje isporučuje Elbit Systems. Integrirani sustav održavanja aktivno nadzire funkcionalnost cijelog zrakoplova i raznih podsustava u svakom trenutku. 
Teretni prostor C-390 ima duljinu od 18,5 m, širine je 3,45 m i visine 2,95 m, a prvenstveno mu se pristupa preko velike rampe ugrađene u rep. Ugrađen je sustav za rukovanje teretom i isporuku iz zraka, koji proizvodi DRS Defense Solutions. Tipične pogodnosti prisutne u skladištu uključuju kuhinju, pristupačan toalet, automatsku kontrolu temperature i mjere za smanjenje buke/vibracije; Embraer je naveo da je značajna pažnja posvećena udobnosti putnika. 

## Operatori
Brazil
Brazilske zračne snage – 22 naručena, pet isporučeno.
Mađarska
Mađarsko ratno zrakoplovstvo – dva naručena 2020.
 Nizozemska
Kraljevsko nizozemsko ratno zrakoplovstvo – pet je naručeno 2022. da zamijene postojeće C-130H od 2026. nadalje.
 Portugal
Portugalsko ratno zrakoplovstvo – pet je naručeno 2019. da zamijene postojeće C-130.

## Značajke
Glavne karakteristike
- Posada: tri člana (dva pilota, jedan voditelj tereta)
- Kapacitet: 80 vojnika / 74 nosila i 8 pratitelja / 66 padobranaca / 7 463L master paleta / 6 463L master paleta i 36 vojnika
- Duljina: 35,2 m
- Raspon krila: 35,05 m
- Visina: 11,84 m
- Maksimalna masa pri polijetanju: 86 999 kg
- Kapacitet goriva: 23 000 kg
- Korisni uzgon: 26 000 kg
- Pogon: 2 × IAE V2500-E5 turbofan, svaki potiska 139,4 kN

Performanse
- Najveća brzina: 988 km/h
- Brzina krstarenja: 870 km/h
- Domet: 5820 km s 14 000 kg
- Domet: 2820 km (1520 nmi) s 23 000 kg
- Domet: 8500 km maks. s pomoćnim spremnicima goriva; normalni 6130 km
- Gornja granica leta: 11 000 m

Oprema
- Nosači opreme: 3 s kapacitetom POD Optical / IR Rafael Litening II / IFR Cobham 900E

Avionika
- Rockwell Collins Pro Line Fusion

### Sustavi i oprema
- RWR /  chaff & flare (sustavi za samoobranu)
- DIRCM – Usmjerene infracrvene protumjere (sustavi samoobrane)
- Sustav punjenja gorivom u letu
- Dvostruki HUD sustav
- Rasvjeta kabine kompatibilna sa sustavima za noćno gledanje
- CCDP – Continuously Computed Drop Point, automatizirani, točni sustav za izračun točke pada
- CDS – Sustav dostave kontejnera[13]
- LVAD – Dostava zračnim putem niske brzine[13]
- EEPGS – Sustav generatora električne energije za hitne slučajeve (tip RAT ili Ram Air Turbine)